# 2nd Marine Division

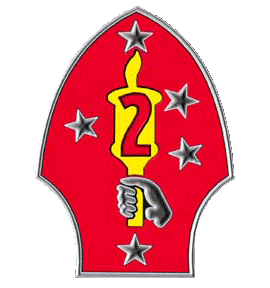
Logo der 2. US-Marinedivision

Die 2nd Marine Division (deutsch 2. Marineinfanteriedivision, kurz 2ndMarDiv) ist eine der vier Divisionen des US Marine Corps und stellt die Bodentruppen der II. Marine Expeditionary Force. Die Division wird von Major General Richard T. Tryon kommandiert und ist in Camp Lejeune im US-Bundesstaat North Carolina stationiert.

## Geschichte

### Zweiter Weltkrieg
Die 2nd Marine Division wurde am 1. Februar 1941 aus der 2nd Marine Brigade formiert. Die Division nahm an folgenden Kampfhandlungen auf dem pazifischen Kriegsschauplatz im Zweiten Weltkrieg teil:
- Die Schlacht um Guadalcanal – 4. Januar bis zum 8. Februar 1943.
  - Das 2nd Marine Regiment verstärkte die Truppen während der Landung auf Guadalcanal-Tulagi von 7. bis zum 9. August 1942 und nahmen an der Eroberung und Verteidigung von Guadalcanal vom 10. August 1942 bis zum 31. Januar 1943 teil.
  - Das 8th Marine Regiment verstärkte die Truppen auf Guadalcanal während der Eroberung und Verteidigung vom 2. November 1942 bis zum 8. Februar 1943.

- Die Schlacht um die Gilbert-Inseln auf den Gilbert- und Marshallinseln – 20. November bis zum 4. Dezember 1943.

- Die Schlacht um Saipan auf den Marianen – 15. Juni bis zum 24. Juli 1944.

- Die Schlacht von Tinian – 24. Juli bis zum 10. August 1944.

- Die Schlacht um Okinawa (als Reserve) – 1. April bis zum 10. April 1945. Das 8th Marine Regiment und eine Abteilung des Divisionskommandos verstärkten die 1st und 6th Marine Division vom 1. bis zum 30. Juni 1945.

Für die Teilnahme an den Kampfhandlungen auf Guadalcanal erhielten das 2nd und das 8th Marine Regiment (verstärkt durch andere Einheiten der Division), während sie vom 7. August bis zum 4. November 1942 mit der 1st Marine Division operierten, die Presidential Unit Citation. Die gesamte Division erhielt für die Kampfhandlungen auf Tarawa und den Gilbertinseln vom 20. bis zum 24. November 1943 die Presidential Unit Citation.

### Kalter Krieg
Die Division nahm bis 1958 an keinen größeren Aktionen teil. Teile der Division wirkten bei der US-Intervention während der Libanonkrise (Juli bis Oktober 1958) mit. Einheiten der Division verstärkten während der Kubakrise (1962) die Truppen auf der Marinebasis Guantánamo-Bucht; 1965 landeten sie als Teil der Operation Power Packin der Dominikanischen Republik. Teile der Division nahmen während des Libanesischen Bürgerkrieges vom August 1982 bis zum Februar 1984 im Rahmen der Multinationalen Streitkräfte (Libanon) an einer Friedensmission im Libanon teil. Beim Anschlag auf den US-Stützpunkt in Beirut am 23. Oktober 1983 starben 220 Angehörige der Division. 1989 nahmen Marines der Division an der US-Invasion in Panama (Operation Just Cause) teil.

### Zweiter Golfkrieg und die 1990er
1990 nahmen Marines der Division unter dem Kommando der 22nd und 26th Marine Expeditionary Unit an der Operation Sharp Edge teil. In dieser Operation wurden US-amerikanische und internationale Zivilisten aus den Kriegswirren in Liberia evakuiert. Danach wurde die Division nach Saudi-Arabien verlegt und war dort Teil der Operation Desert Shield und Desert Storm. Nach diesem Krieg nahmen Teile der Division an der Operation Provide Comfort im Nord-Irak und der Türkei teil, in deren Rahmen die Kurden vor Übergriffen der irakischen Armee geschützt wurden.

### Irak-Krieg

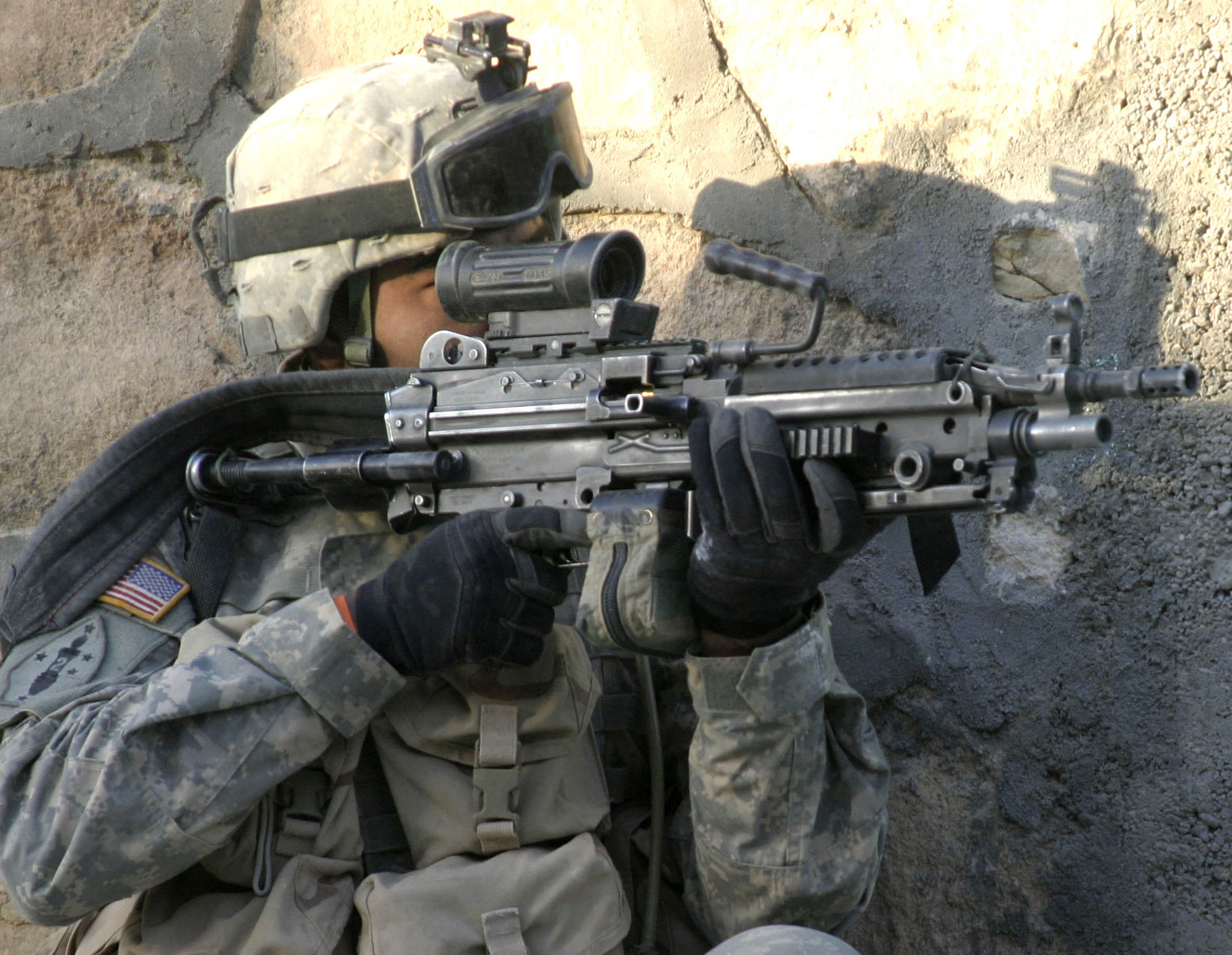
Marine der 2. US-Marine-
infanteriedivision mit M249 SAW im Anschlag (Irak, Januar 2006)

Teile der Division wurden im Frühjahr 2003 nach Kuwait verlegt und verstärkten dort die I. Marine Expeditionary Force. Diese Einheiten bildeten die 2nd Marine Expeditionary Brigade unter dem Kommando von Brigadier General Richard F. Natonski, die Task Force Tarawa genannt wurde. Diese Einheit nahm zu Beginn des Irak-Krieges an schweren Kampfhandlungen um die Stadt Nasiriyya und der Befreiung von US-Soldatin Jessica Lynch teil. Nach dem Ende der offiziellen Kampfhandlungen wurden die besagten Einheiten weiter nördlich nach Kut verlegt, um dort Sicherheits- und Stabilisierungsaufgaben für den Zentralirak zu übernehmen.
Im Februar und März 2005 löste die Division die 1st Marine Division im Irak ab. Dies war die größte Entlastungs- und Ablöseoperation des Marine Corps in seiner Geschichte.

## Auftrag
Hauptauftrag der 2nd Marine Division ist die Durchführung amphibischer Landungsoperationen und ähnlicher militärischer Einsätze auf maritimer und litioraler Ebene.

## Organisation

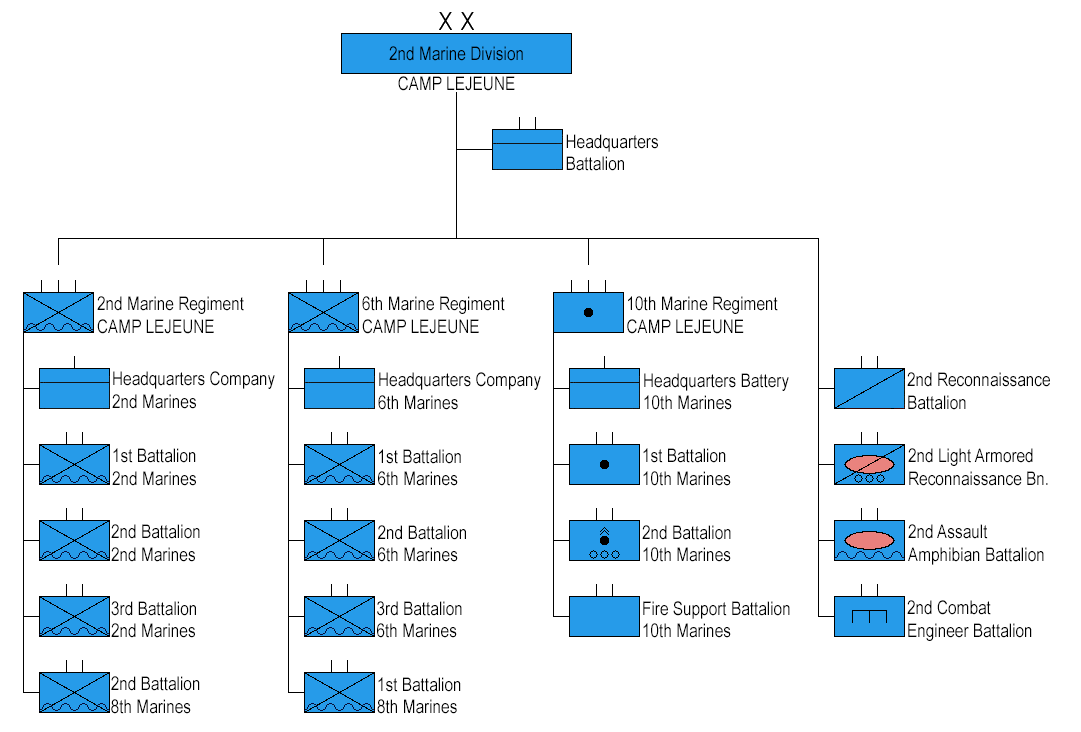
Organigramm der 2. Marineinfanteriedivision

Die 2nd Marine Division setzte sich 2019 wie folgt zusammen:
- Hauptquartier-Bataillon
- 2nd Marine Regiment (Infanterie)
  - 1st Battalion, 2nd Marines
  - 2nd Battalion, 2nd Marines
  - 3rd Battalion, 2nd Marines
- 6th Marine Regiment (Infanterie)
  - 1st Battalion, 6th Marines
  - 2nd Battalion, 6th Marines
  - 3rd Battalion, 6th Marines
- 8th Marine Regiment (Infanterie)
  - 1st Battalion, 8th Marines
  - 2nd Battalion, 8th Marines
  - 3rd Battalion, 8th Marines
- 10th Marine Regiment (Artillerie)
  - 1st Battalion, 10th Marines (M777A2 Haubitze)
  - 2nd Battalion, 10th Marines (M777A2 Haubitze)
- 2nd Tank Battalion (M1A1 Abrams Panzerbataillon)
- 2nd Reconnaissance Battalion (leichtes Aufklärungsbataillon)
- 2nd Light Armored Reconnaissance Battalion (LAV-25 Aufklärungsbataillon)
- 2nd Combat Engineer Battalion (Kampfpioniere)
- 2nd Assault Amphibian Battalion (AAVP-7A1 amphibisches Bataillon)
- 2nd Marine Division Band

Heute ist die 2nd Marine Division eine Expeditions- und Bodenkampfstreitmacht. Die Division wird als Bodenkampfkomponente (ground combat element) der II. Marine Expeditionary Force (II MEF) oder als speziell aufgabenorientierte Kraft für Angriffsoperationen eingesetzt. Daher muss die Division in der Lage sein, amphibischen Bodenkampf, von der US Navy befördert, in jeglicher Umgebung Operationen durchzuführen.

## Führung

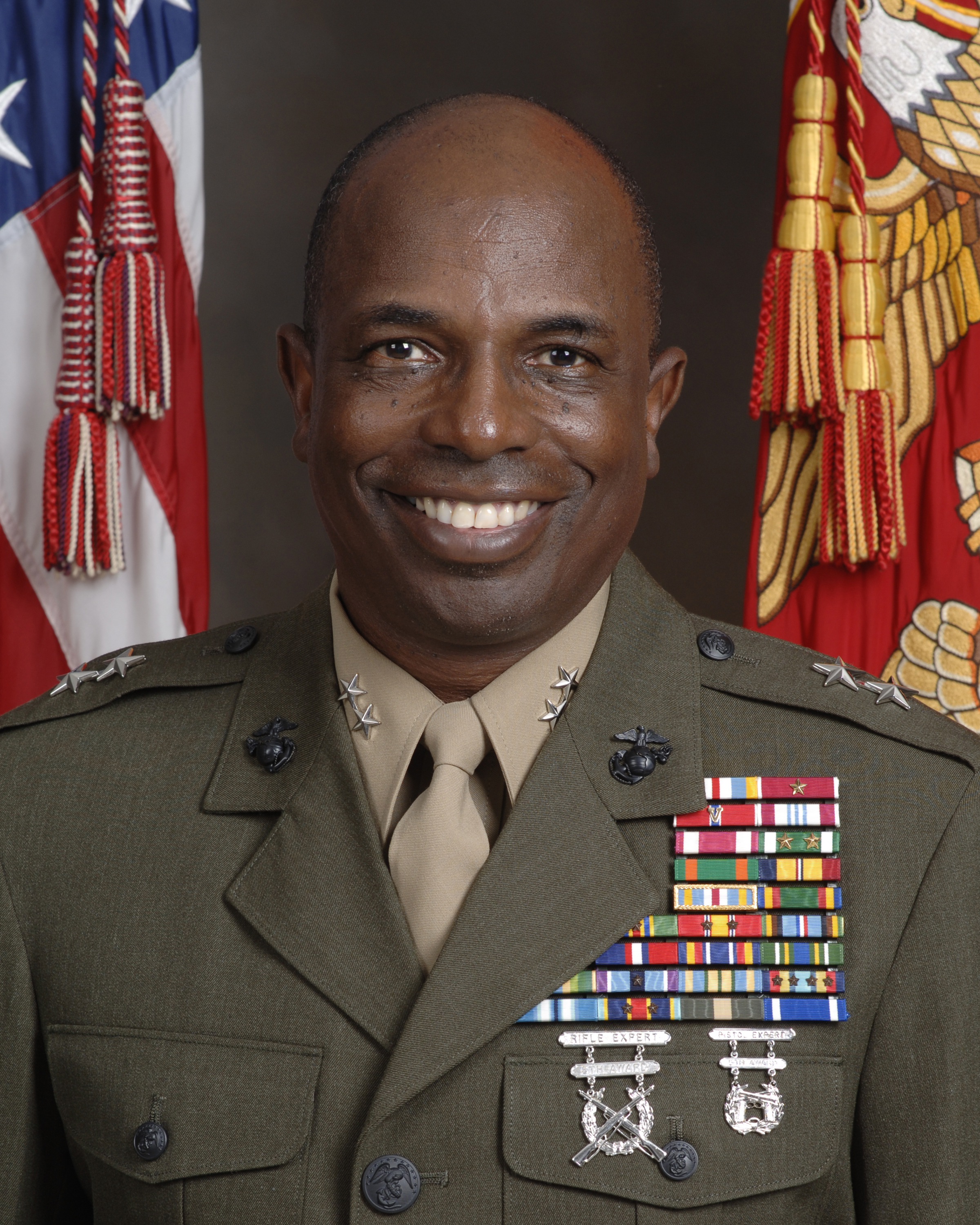
Major General Walter E. Gaskin Sr., Kommandierender General der 2nd Marine Division

### Kommandogruppe
Die Führungsgruppe (Command Group) des Divisionsstabes besteht aus Kommandeur Major General Walter E. Gaskin Sr., seinem Stellvertreter Brigadier General David H. Berger, seinem Stabschef Colonel und dem Sergeant Major der Division, Michael F. Jones.

## Verweise